# NGC 6729

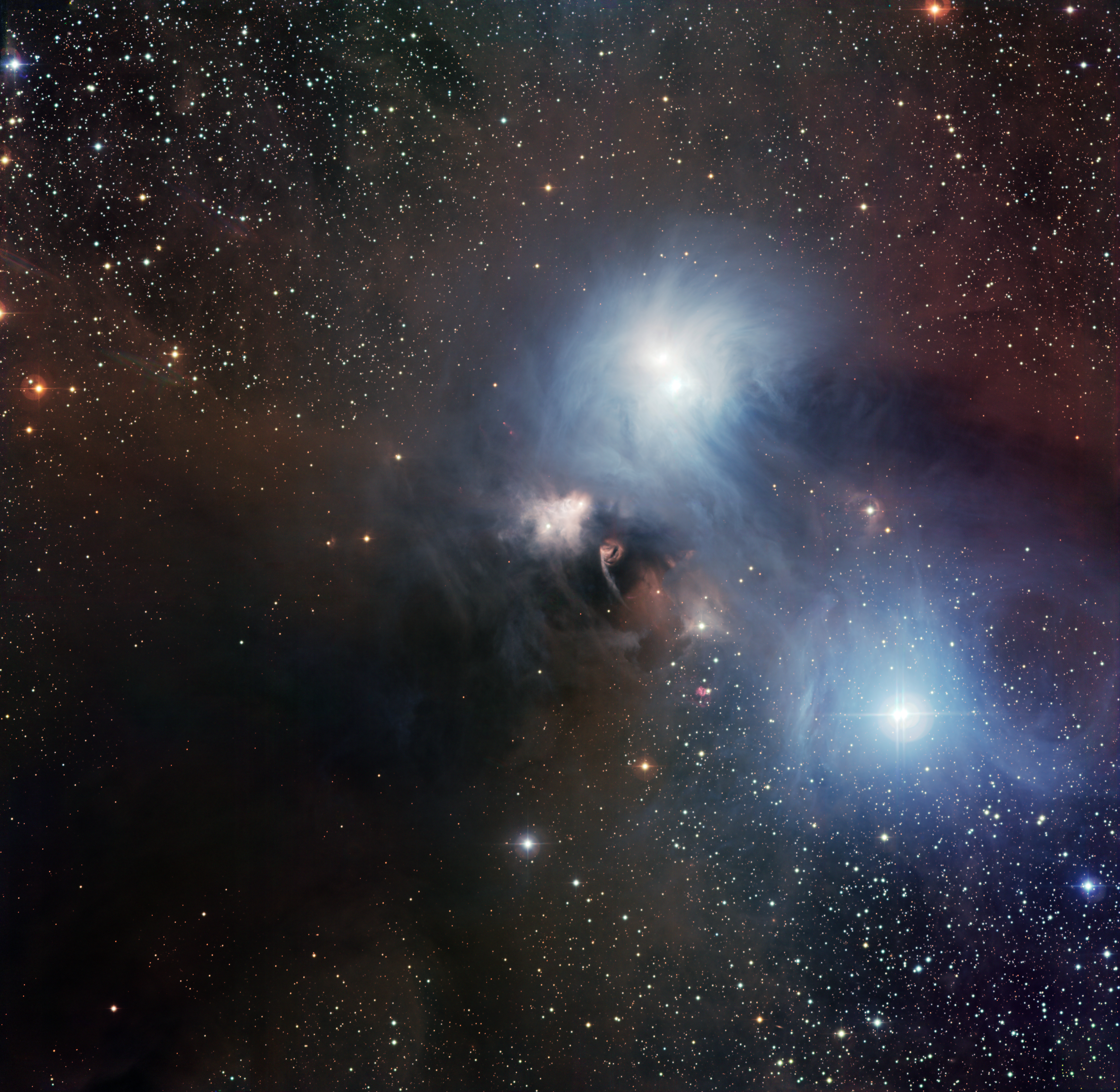
NGC 6729 (w środku zdjęcia) jest częścią większego rejonu gwiazdotwórczego. Jasny niebieski obłok powyżej środka zdjęcia to mgławice NGC 6726 i NGC 6727 (ESO)

NGC 6729 – mgławica emisyjna i refleksyjna znajdująca się w gwiazdozbiorze Korony Południowej w odległości około 400 lat świetlnych. Została odkryta 15 czerwca 1861 roku przez Johanna Schmidta. Jest częścią większego kompleksu mgławicowego, w skład którego wchodzą też mgławice NGC 6726 i NGC 6727.

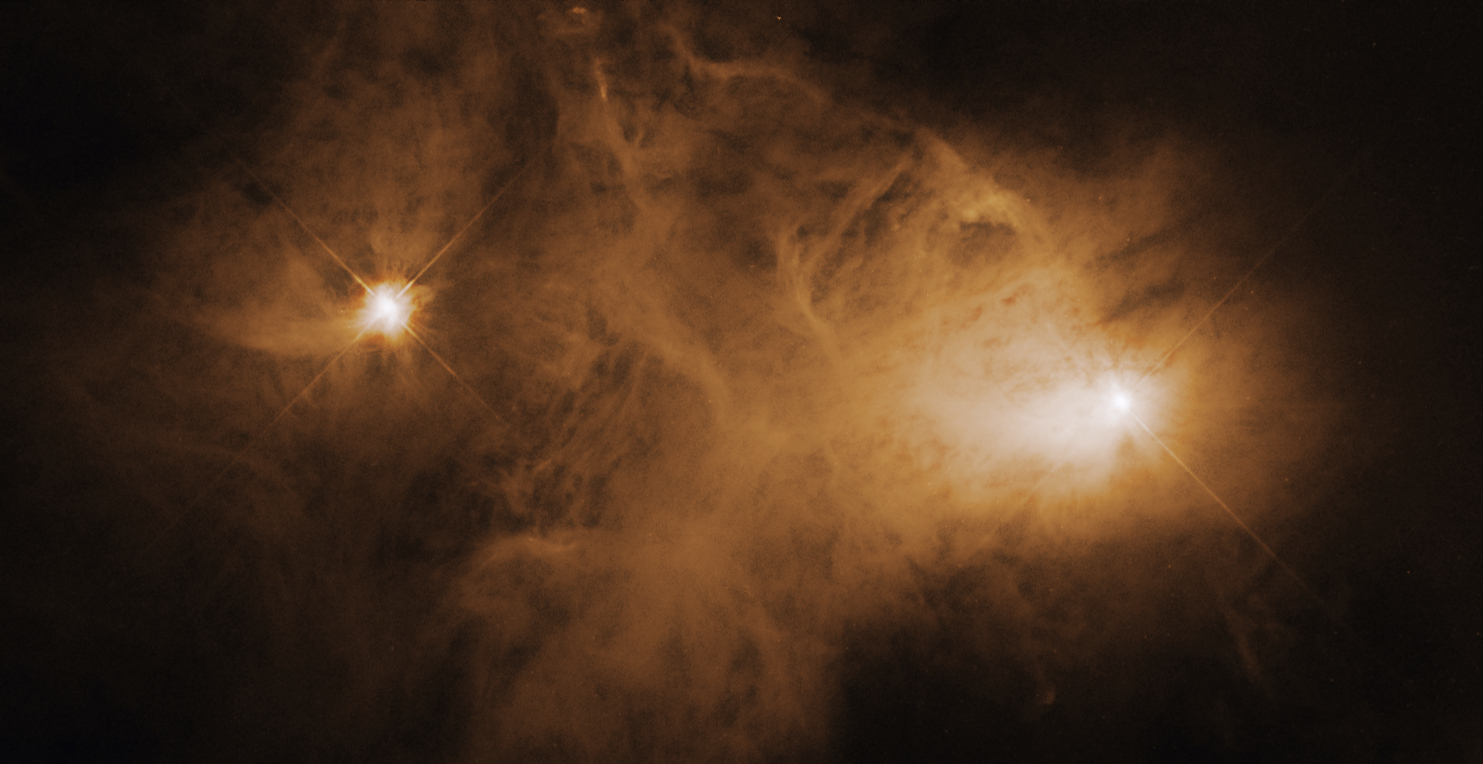
Zdjęcie z Kosmicznego Teleskopu Hubble’a

W północno-zachodniej części mgławicy znajduje się gwiazda zmienna R Coronae Australis.